# ضریب تقویت
در الکترونیک، ضریب تقویت، که بهره نیز نامیده می شود، میزانی است که تقویت‌کننده آنالوگ توان سیگنال را افزایش می دهد. در محاسبات این با نماد A‌F نشان داده می شود.

در مهندسی سازه ضریب تقویت نسبت خیزش مرتبه دوم به مرتبه اول است.
در تحلیل عددی ضریب تقویت عددی است که با استفاده از تحلیل پایداری فون نیومان برای تعیین پایداری یک طرح عددی برای یک معادله دیفرانسیل جزئی به دست می‌آید.